# 贾格蒂亚尔
贾格蒂亚尔（Jagtial），是印度安得拉邦格里姆讷格尔县的一个城镇。总人口89438（2001年）。

## 人口
该地2001年总人口89438人，其中男性43195人，女性46243人；0—6岁人口10765人，其中男5550人，女5215人；识字率62.70%，其中男性为74.77%，女性为51.42%。